# Petra Rédová
Petra Rédová Fajmonová (* 31. října 1975 Přílepy) je česká politická aktivistka a zdravotní sestra ve Velké Británii. V roce 2022 vstoupila do politické strany PRO 2022, za niž téhož roku neúspěšně kandidovala do Senátu. Ve straně působila do listopadu 2023 jako předsedkyně Jihomoravského kraje. Ve volbách do Evropského parlamentu v červnu 2024 opět neúspěšně kandidovala jako nestranička za SD-SN za koalici STAČILO! V roce 2024 byla zvolena zastupitelkou Jihomoravského kraje jako nestranička za SD-SN. Řadou médií je kritizována za šíření dezinformací a některá ji přímo označují za dezinformátorku.

## Vzdělání, rodina a osobní život
V životopisu na webu Názory politiků uvádí, že se narodila do rodiny armádního důstojníka a vystudovala Střední zdravotnickou školu v Kroměříži. V roce 1998 odjela za dalším vzděláním do Velké Británie, kde začínala jako au pair. Do zdravotnictví se vrátila v roce 2000 a dodnes[kdy?] působí ve Velké Británii jako vedoucí sestra specialistka. Ve svém životopisu má rovněž uvedeno, že si své vzdělání ve Velké Británii rozšířila o kurz psychologie a v roce 2005 tam úspěšně dokončila vysokoškolské studium v oboru neurovědy.
V jiném rozhovoru pro České novinky uvedla, že má kurz tradiční čínské medicíny. V letech 2018 až 2022 prodávala ruskou kosmetiku. Výrobce byl po vypuknutí ruské invaze na Ukrajinu uveden na sankčním seznamu Evropské unie.

## Politické angažmá
V době pandemie covidu-19 se dostala do popředí jako zdravotnice, která byla ve videích mylně představována jako sestra z brněnské jednotky intenzivní péče (JIP), ačkoliv působila ve Velké Británii. Sama se označuje jako aktivistka a vlastenka. Informace, které přináší, jsou přitom často považované za dezinformace.
V roce 2022 podepsala Chartu 2022 a o pár měsíců později vstoupila do strany PRO 2022. Vytvořila členskou základnu a stala se předsedkyní strany v Jihomoravském kraji. V roce 2023 v Brně pořádala protest proti drag queens na Brno Pride Weeku a rovněž se zapojila do protestů některých tamních Romů proti Ukrajincům po smrti u Brněnské přehrady. Účastnila se také protivládních demonstrací a stala se výraznou tváří české politické alternativní scény. Spolu s Jindřichem Rajchlem objížděla česká města v rámci kampaně PRO 2022. Na těchto akcích došlo i k útokům na novináře. Svoje členství ve straně PRO 2022 ukončila v listopadu 2023, když se dostala do sporu s předsedou Jindřichem Rajchlem. Spolu s ní odešla ze strany celá základna Jihomoravského a Jihočeského kraje.
V senátních volbách v roce 2022 kandidovala v obvodu č. 55 Brno-město. Se ziskem 8,07 procenta hlasů skončila na 5. místě a nepostoupila tak do 2. kola.
Ve volbách do Evropského parlamentu v červnu 2024 kandidovala jako nestranička za stranu Spojení demokraté – Sdružení nezávislých (SD-SN) na 5. místě kandidátky uskupení „STAČILO!, koalice KSČM, SD-SN a ČSNS“. Ve volbách neuspěla, když koalice získala 9,56 % hlasů a 2 mandáty do Evropského parlamentu, Rédová se však stala až třetí náhradnicí.
Ve Velké Británii se v roce 2024 fotila a několikrát setkala s neonacistou Danielem Bombicem, známým jako Danny Kollár, který se tam ukrýval před slovenskou spravedlností, neboť byl na něj na Slovensku vydán zatykač.
V krajských volbách v září 2024 byla z pozice nestraničky za SD-SN lídryní kandidátky do Zastupitelstva Jihomoravského kraje za koalici „STAČILO! v Jihomoravském kraji“ (tj. KSČM, ČSSD, ČSNS, SD-SN, DOMOV). Mandát zastupitelky se jí podařilo získat.
Ve sněmovních volbách v roce 2025 kandiduje ze 4. místa kandidátní listiny hnutí Stačilo! v Jihomoravském kraji. V rámci předvolební kampaně na sebe upozornila mj. poté, co se na svém předvolebním plakátě odvolávala na hrdinství Jana Palacha.

## Kauza falešné sestry a šíření dezinformací
V roce 2021 natočila řadu videí, kde byla představována jako sestra z brněnské JIP. Web Manipulátoři.cz zveřejnil v únoru 2024 screenshot dokazující, že sama Rédová sdílela příspěvek, kde byla takto představovaná. Ve videích se ohrazovala proti očkování proti nemoci COVID-19 a tvrdila, že na jednotkách intenzivní péče končí především očkovaní. Varovala také před údajným nebezpečným složením vakcín. Za tato tvrzení a další byla označována dezinformátorkou. Nemocnice v Brně se od slov distancovala a vydala prohlášení, že v nemocnici nepracuje.
Kromě tohoto šířila i jiné dezinformace.